# Émile Mayrisch
Jacob Émile Albert Mayrisch, més conegut com a Émile Mayrisch, (Eich, Ciutat de Luxemburg, 10 d'octubre de 1862 - Châlons-sur-Marne, 5 de març de 1928) fou un empresari luxemburguès, director general del Grup Arbed.

## Família
Mayrisch pertanyia, per costat patern, a una família de metges i pel costat matern, a una família de ferrers. El seu pare va ser Edward Mayrisch (1828-73), metge de la cort del Gran Ducat, i la seva mare Mathilde Metz, que era neboda de Norbert Metz, un dels fundadors de la moderna indústria de l'acer de Luxemburg, diputat i polític influent liberal.
Émile estava casat amb Aline de Saint-Hubert, dona de lletres, activista de drets humans, socialista i filantropa, i presidenta de la Creu Roja de Luxemburg. Van tenir una filla, Andrée Viénot, casada amb Pierre Viénot, polític francès.

## Carrera
Va ser el 1911, juntament amb el belga Gaston Barbanson, el fundador principal del Grup Arbed (Acereria combinats de Burbach-Eich-Dudelange). L'empresa, que va néixer de la fusió de tres empreses siderúrgiques de Luxemburg, va ser el vaixell insígnia de la indústria del Gran Ducat. Mayrisch per primera va proporcionar la direcció tècnica, abans de convertir-se en president després de la Primera Guerra Mundial.
Mayrisch va tenir un paper clau a les negociacions que van conduir la signatura del Conveni de l'Acord Internacional de l'Acer, el 30 de setembre de 1926 a Brussel·les pels fabricants d'acer de França, Alemanya, Bèlgica i Luxemburg. Aquest acord va ser part d'un moviment que s'estava desenvolupant en aquest moment a favor d'una Unió Internacional Paneuropea, i prefigura de la Comunitat Europea del Carbó i de l'Acer (CECA).
Amb l'ajut de la seva esposa, atreu una extensa xarxa de relacions literàries, que es reuneix periòdicament a la seva propietat a Colpach-Bas intel·lectuals dels diversos països europeus, per promoure la idea d'una Comunitat de la cultura europea. Entre els visitants a Colpach es trobaven André Gide, Paul Claudel, Walter Rathenau, Karl Jaspers, Richard Coudenhove-Kalergi, etc.
En el context dels acords de Locarno, amb el suport tàcit i no oficial de la part francesa de Quai d'Orsay, en particular mitjançant el diplomàtic Jacques Seydoux, va fundar el Comité franco-allemand d'information et de documentation, que tenia com a objectiu millorar les relacions franco-alemanyes i promoure la cooperació econòmica entre els dos països. La seva mort accidental el 1928 no va donar fi a aquest comitè, que abasta principalment els empresaris -per exemple-, el Confédération générale de la production française René-Paul Duchemin, Union des industries et métiers de la métallurgie Charles Lawrence, vicepresident del Comité des forges Theodore Laurent, un regent del Banc de França i president del syndicat général de l'industrie cotonnière René Laederich, el president de França Comité des houillères de France Henri de Fontenelle Peyerimhoff, i els homes de lletres i economistes com a Lucien Romier, Pierre Lyautey, André Siegfried, Jean Schlumberger, Henri Lichtenberger o Wladimir Ormesson.